# レッド・ガール・レコード
レッド・ガール・レコード (Red Girl Records)はイギリスのロンドンを拠点としたレコードレーベル。スパイス・ガールズのメラニー・チズムが創設者。プロモーション活動やスケジュールの管理など、彼女自身がおこなっている。マネージャーとして、ナンシー・フィリップスをむかえている。

## アルバム・シングル
このレコード会社からは"Beautiful Intensions"、This Timeがアルバムとしてリリースされている。
シングルは"Next Best Superstar"と"Better Alone"（2005年にインターネット上で発売され、2006年にリリースされた）、"First Day Of My Life"、The Moment You Believe、I Want Candyがリリースされている。これらはすべてメラニーの楽曲である。

## 将来
アルバム『Beautiful Intensions』(2005年)の売り上げ次第で他のアーティストと契約を結ぶかどうかを検討する。